# Ким-Станкевич, Александра Петровна
Александра Петровна Ким-Станкевич (22 февраля 1885 — 16 сентября 1918) — революционерка-интернационалистка корейского происхождения, первая кореянка-член РСДРП(б), народный комиссар по иностранным делам Хабаровского совета. Являлась одним из руководителей большевиков Хабаровска.

## Биография
Родилась 22 февраля 1885 в корейской деревне Синельниково в Приамурском крае в семье переводчика Ким Ду Суха, эмигрировавшего из Кореи в 1869 году.
Позднее отец уехал в Маньчжурию, где принял участие в антияпонской борьбе. В 1895 к нему присоединилась и Александра. Вскоре после этого Ким Ду Сух скончался, а Александру удочерил друг отца Пётр Станкевич. Она поступила в женскую школу во Владивостоке. После окончания школы стала учителем в начальной школе и вышла замуж за сына Станкевича.
Во Владивостоке Александра принимала участие в политической деятельности в среде корейских эмигрантов. Она разошлась с мужем и уехала на Урал. В 1916 году вступила в РСДРП(б). Будучи одним из руководителей большевиков Хабаровска,  с 1917 года она принимала участие в формировании отрядов Красной гвардии и корейцев Приамурского края на борьбу с белыми, вела пропагандистскую работу среди иностранцев. Была народным комиссаром по иностранным делам Хабаровского совета.
Вместе с другими корейскими коммунистами была арестована 4 сентября 1918 года белыми и японскими войсками. Расстреляна белоказаками атамана Калмыкова. По словам очевидцев, её последние слова были «Свободу и независимость Корее!»
По другим данным, Калмыков на борту парохода "Барон Корф" устроил над ней комедию "суда" и после вынесения "приговора" приказал отдать её на берег казакам "для потехи и расправы". По показанием пленного калмыковца Юшенкова: "Она говорила, что умирает за свободу трудящихся всей земли" .

## Память
29 сентября 2008 года состоялся вечер памяти Александры Петровны Ким-Станкевич. В рамках этого вечера проведена презентация книги «Александра Петровна Ким-Станкевич. Очерки, документы и материалы» (М., 2008), составленной Борисом Дмитриевичем Паком и его дочерью Бэллой Борисовной Пак.